# 瓦爾斯邁恩斯 (密蘇里州)
瓦爾斯邁恩斯（英語：Valles Mines）是位於美國密蘇里州傑佛遜縣的非建制地區。

## 歷史
瓦爾斯邁恩斯的郵局自1826年營運至今。

## 地理
瓦爾斯邁恩斯所處的海拔為高於海平面233米（即764英呎），而該地所採用的時區為UTC-6，即北美中部時區（CST）。同時該地設有夏令時間，為UTC-6調快一小時，即UTC-5（CDT）。